# Sila Srikampang
Sila Srikampang (Thai: ศิลา ศรีกำปัง; * 18. April 1989, auch als Aod bekannt, in Rayong) ist ein thailändischer Fußballspieler.

## Karriere
Das Fußballspielen lernte Sila Srikampang in der Jugend des Rayong FC. Seinen ersten Profivertrag unterschrieb er 2010 bei Ratchaburi Mitr Phol. Mit dem Club stieg er 2012 als Meister der Thai Premier League Division 1 in die Thai Premier League auf. 2012 und 2013 stand er im Finale des Thai League Cup. 2016 gewann er als Halbfinalist den FA Cup, da auf Grund des Todes von König Bhumibol Adulyadej der Wettbewerb im Halbfinale abgebrochen wurde und allen vier verbliebenen Teilnehmern (Chainat Hornbill FC, Chonburi FC, Ratchaburi Mitr Phol, Sukhothai FC) der Titel zugesprochen wurde. 2019 stand er wieder im Finale des FA Cup, dass der Verein aber mit 0:1 gegen den Port FC verlor. Nach zehn Jahren verließ er den Verein und schloss sich dem Erstligisten Sukhothai FC aus Sukhothai an. Am Ende der Saison 2021/22 feierte er mit dem Verein die Vizemeisterschaft und den Aufstieg in die erste Liga. Nach insgesamt 79 Ligaspielen wechselte er im Juni 2023 zu dem ebenfalls in der ersten Liga spielenden Lamphun Warriors FC. Nach zehn Erstligaspielen für den Verein aus Lamphun wurde sein Vertrag im Sommer 2024 nicht verlängert. Für die Warriors stand er zehnmal in der Liga auf dem Spielfeld. Nach einer Spielzeit wurde sein Vertrag nicht verlängert und er unterschrieb in Samut Sakhon einen Vertrag beim Drittligisten Samut Sakhon City FC. Mit Samut spielte er dreimal in der Western Region der Liga. Ende Dezember 2024 wechselte er zum Zweitligisten Kanchanaburi Power FC. Am Ende der Saison 2024/25 belegte er mit dem Verein den vierten Tabellenplatz und qualifizierte sich somit für die Play-off-Spiele zur ersten Liga. Im Halbfinale konnte man sich gegen den fünftplatzierten Mahasarakham SBT FC durchsetzen. Im Finale traf man auf den Phrae United FC. Das Hinspiel im eigenen Stadion gewann man mit 3:2. Das Rückspiel endete 2:2. Kanchanaburi gewann mit insgesamt 5:4 und stieg somit in die erste Liga auf.

## Erfolge
Ratchaburi Mitr Phol FC
- Thailändischer Zweitligameister: 2012  ▲

- Regional League Division 2 – Central / East: 2011  ▲

- Thailändischer Ligapokalfinalist: 2012, 2013

- Thailändischer Pokalsieger: 2016
- Thailändischer Pokalfinalist: 2019

Sukhothai FC
- Thailändischer Zweitligavizemeister: 2021/22  ▲